# Zamboanga International Airport
Zamboanga International Airport is een vliegveld in het westen van het Filipijnse eiland Mindanao. Het deelt zijn landingsbaan met de militaire luchtbasis Edwin Andrews Air Base van de Filipijnse luchtmacht; de rest van de infrastructuur is gescheiden. Het vliegveld bevindt zich tussen enkele wijken in het westen van Zamboanga City, twee kilometer vanaf het historische stadscentrum. Het van oorsprong militaire vliegveld werd aangelegd nadat de Japanners de Filipijnen veroverden. De Amerikanen breidden het na de herovering van Zamboanga in 1945 uit en gebruikten het in de laatste maanden van de Pacifische oorlog.
Het is door de Civil Aviation Authority of the Philippines ingedeeld als internationaal vliegveld, hoewel er tot en met 2011 geen internationale bestemmingen waren. In 2008 werden 6404 vluchtbewegingen uitgevoerd van en naar Zamboanga International Airport. Er werden 469.540 passagiers en 6.060 ton vracht vervoerd.

## Luchtvaartmaatschappijen en bestemmingen
De volgende luchtvaartmaatschappijen vliegen op Zamboanga International Airport (situatie november 2011):
- Airphil Express - Cebu, Davao, Manila, Jolo, Tawi-Tawi
- Cebu Pacific - Cebu, Davao, Manila, Tawi-Tawi
- Philippine Airlines - Manila